# Taščica
Táščica (znanstveno latinsko ime Erithacus rubecula) je mala ptica iz reda pevcev in družine muharjev. Pred časom so jo uvrščali v družino drozgov, sedaj pa jo uvršajo med muharje starega sveta (Evrazija in Afrika).
Taščica je znana evropska ptica pevka. Velika je od 12,5 do 14,0 cm in je znana po svojem bojevitem obnašanju navkljub svoji majhnosti.

## Življenjsko okolje
Najdemo jo tako v gozdu kot na vrtu, edino na neporasli planjavi je ne srečamo. Njeno življenjsko okolje je grmovje, zlasti tisto, ki daje dovolj vlage, v kateri se dobro počutijo členonožci, ki so hrana taščic. Jé pa tudi razno jagodičevje.

## Življenjske navade
Taščica je samotarka, družbe pripadnikov svoje vrste ne prenaša dobro, zato skrbi za meje svojega okoliša vse leto. Zlasti spomladi so taščice še posebej bojevite in se včasih stepejo med seboj. Takrat jih skrb za svoje ozemlje lahko prižene tako daleč, da lahko napadejo lutko ptiča, ki ima oranžno pobarvana prsa.
Nekatere taščice, ki gnezdijo v Sloveniji čez zimo odletijo v tople kraje. Sem pa ta čas lahko prideje njihove vrstnice s severa (celo iz Rusije).

### Gnezdenje
Gnezdo si spletejo med gostimi koreninami v gozdu. Gnezdo lahko najdemo tudi na okenski polici ali v cvetličnem lončku v bližini našega doma.

### Oglašanje
Taščica poje v večernem mraku in zgodaj zjutraj, spomladi pa po cel dan.